# Красный Луч (Ленинградская область)
Красный Луч — посёлок в Большеврудском сельском поселении Волосовского района Ленинградской области.

## История
На картах Ф. Ф. Шуберта 1834, 1855, 1860, 1872 и 1888 годов на месте современного посёлка обозначена «мыза помещика Депа».

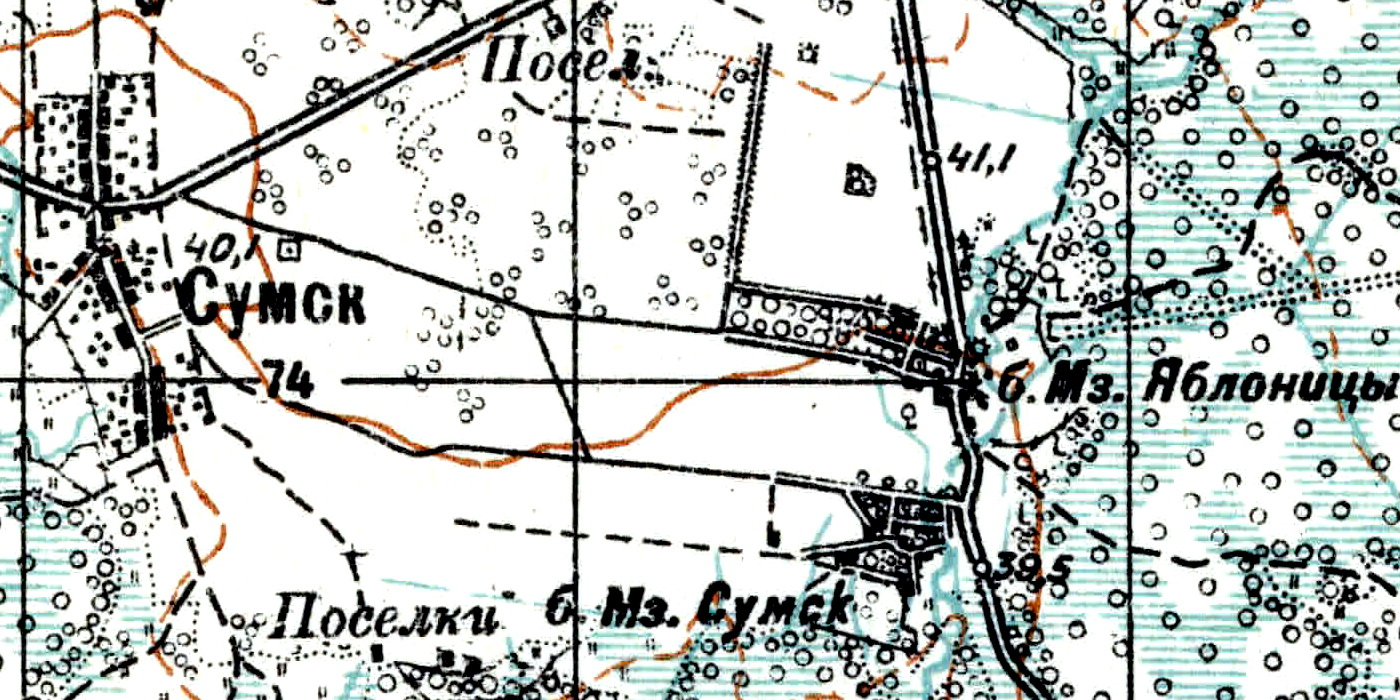
Земли современного посёлка на карте 1915 года

Согласно военно-топографической карте 1915 года на территории современного посёлка располагалась «бывшая мыза Сумск».
По данным 1933 года в состав Курского сельсовета Волосовского района входил посёлок Красный Луч.

Земли современного посёлка на карте 1940 года

Согласно военно-топографической карте 1940 года посёлок назывался Красный Луг.
Деревня Красный Луч учитывается областными административными данными в составе Курского сельсовета Волосовского района с 1 января 1940 года.
C 1 августа 1941 года по 31 декабря 1943 года деревня находилась в оккупации.
С 1963 года в составе Кингисеппского района.
С 1965 года вновь в составе Волосовского района. В 1965 году население деревни Красный Луч составляло 245 человек.
По данным 1966 года деревня Красный Луч также находилась в составе Курского сельсовета.
По данным 1973 года посёлок Красный Луч находился в составе Остроговицкого сельсовета с центром в посёлке Остроговицы.
По данным 1990 года посёлок Красный Луч находился в составе Остроговицкого сельсовета с центром в посёлке Курск.
В 1997 году в посёлке Красный Луч проживали 370 человек, посёлок относился к Остроговицкой волости с центром в посёлке Курск, в 2002 году — 321 человек (русские — 91 %).
В 2007 году в посёлке проживали 324 человека, в 2010 году — 352, в 2013 году — 357 человек.
В мае 2019 года посёлок вошёл в состав Большеврудского сельского поселения.

## География
Посёлок расположен в западной части района на автодороге 41А-186 (Толмачёво — автодорога «Нарва») в месте примыкания к ней автодороги 41А-187 (Пружицы — Красный Луч).
Расстояние до административного центра поселения — 5 км.
Расстояние до ближайшей железнодорожной станции Молосковицы — 15 км.
Через посёлок протекает река Яблонька.

## Демография
| 1862 | 1997 | 2002 | 2007 | 2010 | 2013 | 2014 |
| ---- | ---- | ---- | ---- | ---- | ---- | ---- |
| 44   | ↗370 | ↘321 | ↗324 | ↗352 | ↗357 | ↗365 |
| 2017 |      |      |      |      |      |      |
| ↘361 |      |      |      |      |      |      |

### Национальный состав
Согласно данным Всероссийской переписи населения 2021 года в посёлке проживали 318 человек, из них:
 русские — 297, белорусы — 4, украинцы — 4, молдаване — 3, узбеки — 3, армяне — 2, эстонцы — 2, азербайджанцы — 1, поляки — 1, румыны — 1, таджики — 1 человек.

## Улицы
Зелёная, Лесная, Новая.